# Nikolai Ramm Østgaard

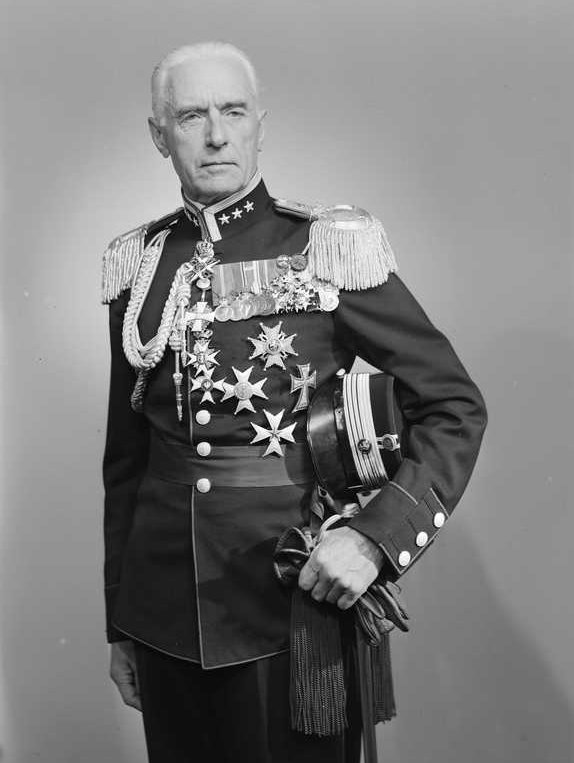
Nikolai Ramm Østgaard

Nikolai Ramm Østgaard (* 30. Oktober 1885 in Kristiania; † 20. Juni 1958 in Oslo) war ein norwegischer Fußballspieler und Sportfunktionär. Er war 1934 bis 1951 der zweite Präsident des Internationalen Skiverbandes (FIS).

## Leben
Østgaard war Oberst der norwegischen Armee. Seine sportliche Laufbahn begann er als Fußballspieler und wurde norwegischer Meister. Später zeigte er hervorragende Leistungen bei den Skiwettbewerben am Holmenkollen.
Ab 1924 wirkte Østgaard im Vorstandsgremium der Sportvereinigung Foreningen til Ski-Idrettens Fremme und wechselte 1927 an die Spitze des norwegischen Skiverbandes. Dessen Präsident blieb er bis 1930. Bereits 1928 übernahm er neben Ivar Holmquist das Amt des Vizepräsidenten des Internationalen Skiverbandes (FIS). Beim XIII. FIS-Kongress im Februar 1934 wurde Østgaard zu Holmquists Nachfolger im Amt des Präsidenten gewählt. In dieser Funktion blieb er bis 1951. 
Nach der Besetzung Norwegens durch deutsche Truppen im Unternehmen Weserübung folgte dem norwegischen König und dessen Sohn ins Exil nach London.
Er war mit Ragni Østgaard verheiratet, die als Hofdame für die norwegische Königin Märtha tätig war und während des Zweiten Weltkrieges die norwegische Königin nach Schweden und dann in die Vereinigten Staaten begleitete. Das Ehepaar hatte drei Kinder.
Nach seinem Rücktritt als FIS-Präsident wurde er zum Ehrenpräsidenten des Verbandes gewählt. Nachfolger im Amt des Präsidenten wurde der Schweizer Marc Hodler. 